# هیرویوشی تاکایاما
هیرویوشی تاکایاما (انگلیسی: Hiroyoshi Takayama؛ زادهٔ ۱۸ مارس ۱۹۷۴) بازیکن فوتبال است.